# تندلتی
تندلتی (به عربی: تندلتی) یک منطقهٔ مسکونی در سودان است که در نیل سفید (ایالت سودان) واقع شده‌است.